# قشلاق كهل (ورغاهان)
قشلاق كهل (بالفارسية: قشلاق کهل) هي منطقة سكنية تقع في إيران في قسم ورغاهان الریفي. يقدر عدد سكانها بـ 57 نسمة .